# Debarya smithii
Debarya smithii, priznata vrsta slatkovodnih parožina iz roda Debarya koji se smatra sinonimom za rod Transeauina.
Vrsta je opisana 1934. a dobila je ime po američkog botaničaru Gilbertu Morganu Smithu